# Hailemariam Desalegne
Hailemariam Dessalegn (Boloso Sore, 19 de julio de 1965) en ge'ez: ኃይለማሪያም ደሣለኝ, es un político etíope, que ocupó el cargo de primer ministro de Etiopía desde la muerte de Meles Zenawi el 20 de agosto de 2012 hasta el 2 de abril de 2018. Miembro del Consejo de la Federación y consejero del estado de Naciones, Nacionalidades y Pueblos del Sur, fue designado vice primer ministro en septiembre de 2010. El partido gobernante, el Frente Democrático Revolucionario del Pueblo Etíope confirmó el papel interino de Dessalegn, anunciando que se elegirá un sucesor para una transición tranquila. Sin embargo, en los países vecinos la muerte de Zenawi fue vista con preocupación, temiendo por la estabilidad política de Etiopía.

## Primeros años y educación
Hailemariam nació en Boloso Sore, al sur de Etiopía el 19 de julio de 1965 donde estudiaria toda su juventud. Pertenece al grupo étnico Wolayta, mayoritario al sur del país. Sus padres, devotos religiosos de la Iglesia Apostólica de Jesús. Su Nombre proviene del Caray que es la lengua litúrgica de la Iglesia Ortodoxa y significa Poder de Santa María.
En 1988 Desalegn recibió una licenciatura en Ingeniería Civil de la Universidad de Addis Abeba. Posteriormente trabajó como ayudante de cátedra en el Instituto tecnológico de Agua Arba.  Después de dos años de trabajar en esta Universidad, ganó una beca para la Universidad de Tecnología de Tampere en Finlandia, donde obtuvo una maestría en ingeniería de saneamiento.  A su regreso a Etiopía, se desempeñó en diferentes capacidades académicas y administrativas, incluyendo el decanato del Instituto de Tecnología de Wather, durante 13 años. En el medio, también obtuvo una Maestría en Liderazgo Organizacional en la Universidad Azusa Pacific, California, Estados Unidos.

## Carrera política
A finales de 1990 y principios de 2000, se volvió involucrado en la política como miembro del EPRDF (partido gobernante de Etiopía) y se convirtió en el vicepresidente de la SNNPR. Reemplazó a Abate Kisho quién fuera removido del poder por cargos de corrupción, pero se cree que Abate fue degradado por apoyar a la facción anti-Zenawi cuando los miembros del Frente Popular de Liberación de Tigray (el núcleo del EPRDF) de dividieron en 2000. Otra creencia ampliamente aceptada sobre Abate era que él era menos adecuado y ejercía un liderazgo pobre mientras estuvo en el poder.
Hailemariam fue presidente de la Naciones del Sur, Nacionalidades y Región del Pueblo (SNNPR) entre noviembre de 2001 marzo de 2006 y fue promovido a vice primer ministro y a ministro de Asuntos Exteriores en octubre de 2010. Ha sido presidente adjunto de EPRDF, presidente de SEPDM, vice primer ministro y ministro de Asuntos Exteriores. Se ha desempeñado como: Vicepresidente de la SNNPR (2000-2002); Presidente de la SNNPR (2002-2005); Miembro de la Cámara de Representantes del Pueblo (2005-presente); Asuntos Sociales Asesor Especial de la PM, luego de Movilización Pública y Participación Asesor Especial del primer ministro (2005-2008); Partido: Miembro del Comité Ejecutivo del EPRDF y el SEPDM (2000-presente); Presidente de la SEPDM (2002-presente); Vicepresidente del EPRDF (desde septiembre de 2010).
Después de su mandato como presidente de la SNNPR, Hailemariam trabajó en la oficina del primer ministro como el consejero de Asuntos Sociales y de las organizaciones cívicas y asociaciones durante dos años. Dirigió el equipo que redactó las Organizaciones Benéficas y Sociedades Ley OSC que limita la interferencia de los grupos internacionales de organizaciones no gubernamentales (ONG) en las actividades políticas locales. La ley fue aprobada por el Parlamento de Etiopía en 2009. También se le atribuye en el impulso para reorganizar la estructura del EPRDF después de las polémicas elecciones de 2005 a través del modelo "1-a-5 '(uno de los miembros recluta a cinco personas nuevas). En 2010, fue juramentado en posiciones ministeriales duales como primer ministro adjunto y ministro de Relaciones Exteriores.

### Nombramiento presidencial
Tras la muerte del primer ministro Meles Zenawi quien gobernaba el país desde 1995, el 20 de agosto de 2012, el vice primer ministro Hailemariam fue nombrado como el primer ministro provisional. Hailemariam se convirtió en el primer ministro permanente el 21 de septiembre de 2012 cuando el parlamento le ratificó en el puesto.
El presidente del Parlamento Europeo, Martin Schulz, tras reunirse con Desalegn, dijo que su deseo "era fortalecimiento de la democracia en el país, lo que permita un mayor pluralismo y una sociedad civil más libre, para defender las libertades consagradas en la Constitución de Etiopía" manifestó.

### Acuerdo de cooperación con Somalia
En febrero de 2014, Haile Mariam Desalegne se reunió en Adís Abeba con una delegación visitante de Somalia encabezado por el primer ministro somalí Abdiweli Sheikh Ahmed para discutir el fortalecimiento de las relaciones bilaterales entre los dos países. Haile Mariam Desalegne prometió el continuo apoyo de su gobierno a los esfuerzos de paz y de estabilización en Somalia, así como su disposición a colaborar en las iniciativas destinadas a fortalecer las fuerzas de seguridad somalíes a través de intercambio de experiencias y la formación. También sugirió que Etiopía y Somalia debían incrementar el comercio y las inversiones bilaterales. Además, describió los crecientes lazos entre ambas naciones como un descanso de las políticas contra-productiva de las administraciones pasadas, marcado en lugar de la apertura de un nuevo capítulo en la estabilidad mutua beneficiosa. Por su parte, Ahmed elogió el papel de Etiopía en el proceso de paz y estabilización en curso en Somalia, así como su apoyo contra el grupo terrorista Al-Shabaab. Del mismo modo dio la bienvenida a la decisión del ejército etíope para unirse a la AMISOM . La reunión concluyó con un Memorando de Entendimiento tripartito acordando promover la colaboración y la cooperación, incluyendo un acuerdo de cooperación para desarrollar la fuerza de policía, un segundo acuerdo de cooperación que abarca el campo de la información, y un tercer acuerdo de cooperación en el sector de la aviación. 